# Echipa națională de fotbal a Turkmenistanului
Echipa națională de fotbal a Turkmenistanului este naționala de fotbal a Turkmenistan și este controlată de Asociația de Fotbal din Turkmenistan.

## Campionatul Mondial
- 1930 până la 1994 - Nu a participat
- 1998 până la 2010 - Nu s-a calificat

## Cupa Asiei
- 1956 până la 1992 - Nu a participat, a fost parte a URSS
- 1996 - Nu s-a calificat
- 2000 - Nu s-a calificat
- 2004 - Runda 1
- 2007 - Nu a participat
- 2011 - Nu s-a calificat

## Jocurile Asiei
- 1951 până la 1990 - Nu a participat, a fost parte a URSS
- 1994 - Sferturi
- 1998 - Sferturi

Pentru Jocurile Asiei 2002 și în continuare vedeți Echipa națională de fotbal a Turkmenistanului sub 23.

## AFC Challenge Cup
- AFC Challenge Cup 2008 -Faza grupelor
- AFC Challenge Cup 2010 - Locul doi